# Európai Innovációs és Technológiai Intézet
Az Európai Innovációs és Technológiai Intézet (European Institute of Innovation and Technology; EIT) létrehozásával az EU megpróbálja egységesíteni az úgynevezett "tudásháromszöget", vagyis összehangolni az egyetemek, a kutatóintézetek és a vállalatok tevékenységét, lökést adva ezzel az európai innovációnak.

## Az EIT szerepe
Az EIT egy olyan új, uniós kezdeményezés, amely kiegészíti a meglévő közösségi és nemzeti politikákat és kezdeményezéseket a tudásháromszög integrálásának támogatása révén. Ezzel az unió gyorsabb gazdasági növekedést célzó stratégiájának egyik eszköze. Irányító testülete a 18 fős igazgatótanács lenne, kiválasztásukra egy négyfős testület tesz majd javaslatot. Az elsődleges cél, hogy a legmagasabb színvonalú felsőoktatási, kutatási és fejlesztési tevékenységek integrálásával hozzájáruljon az unió és a tagállamok innovációs kapacitásának fejlesztéséhez. Ezt úgy érné el, hogy a tudományos és innovációs társulások keretében az egyetemek, kutatóintézetek és vállalatok partnerségén alapuló hálózatokat szervezne.
A szakmai munka tudás- és innovációs közösségek (Knowledge and Innovation Communities, KIC) keretében valósul meg, ez az egyetemek, kutatóintézetek és az üzleti szféra autonóm partnerségén alapuló stratégiai innovációs hálózat megalkotását jelenti.
Az EIT a KIC-ek felállításával az innovációs akciók menedzsmentjének referenciamodelljét szándékozik kialakítani.
2009 decemberében három KIC-et hoztak létre, ezek a klímaváltozással (Climate KIC), az energetikával (InnoEnergy), valamint az infokommunikációval (EIT ICT Labs) foglalkoznak.

## Az EIT székhelyének kiválasztása
Az előzetes várakozások szerint 2008. május 30-án az EU versenyképességi tanácsának vacsoráján dőlt volna el, hogy a pályázók közül (Budapest; Wrocław; Jéna ; Bécs és Pozsony közös pályázata; a katalóniai Sant Cugat del Vallès) melyiket választják az EIT székhelyének.
A megbeszélések során két elvi javaslat született, miszerint olyan székhelyet válasszanak, amely új tagállamban van, és abban a tagállamban még ne legyen más uniós ügynökségnek központja. Ennek a két feltételnek csak Budapest felel meg. A német, a spanyol és az osztrák-szlovák közös pályázat benyújtói visszaléptek, de Lengyelország ezt nem tette meg, így megakadályozta a konszenzusos döntés meghozatalát.
2008. június 18-án született meg az Unió innovációért és versenyképességért felelős minisztereinek egyhangú döntése: Budapesten lesz az Európai Innovációs és Technológiai Intézet székhelye. Az intézmény 2009-ben kezdte meg működését.